# إعلام النخبة
إعلام النخبة يشير إلى الصحف ومحطات الراديو والقنوات التلفزيونية وغير ذلك من الوسائل الإعلامية التي تؤثر على الأجندة السياسية لوسائل الإعلام الأخرى. ووفقًا لنعوم تشومسكي، فإن «إعلام النخبة يضع إطار العمل الذي يعمل في إطاره الآخرون.» 
ويتم استخدام صحيفة نيويورك تايمز كمثال على إعلام النخبة من قبل تشومسكي، وهو مفكر يساري، وبيل أوريلي، وهو معلق يميني.  وتأخذ الصحيفة وضعًا هيكليًا بين وسائل الإعلام، وليس أجندة سياسية خاصة.
وهذا المصطلح، شأنه في ذلك كشأن المصطلح المشابه له «النخبة المتحررة»؛ يمكن استخدامه من خلال المتحفظيّن في السياق الازدرائي.

## وصلات خارجية
- Bill O'Reilly's definition of &quot;elite media&quot;
- Noam Chomsky, What Makes Mainstream Media Mainstream?